# Jose De Vega
Jose De Vega (San Diego, 4 gennaio 1934 – Westwood, 8 aprile 1990) è stato un attore statunitense di origine argentina.
Durante la sua carriera ha recitato in numerose serie TV americane ed in alcuni film, tra questi il più importante è West Side Story.

## Filmografia parziale

### Cinema
- Blue Hawaii, regia di Norman Taurog (1961)
- West Side Story, regia di Jerome Robbins e Robert Wise (1961)
- L'uomo che uccise il suo carnefice (A Covenant with Death), regia di Lamont Johnson (1967)
- Island of the Lost, regia di John Florea (1967)
- Mercoledì delle ceneri (Ash Wednesday), regia di Larry Peerce (1973)
- Codice d'amore orientale, regia di Piero Vivarelli (1974)

### Televisione
- The Beachcomber - serie TV, 1 episodio (1962)
- Death Valley Days - serie TV, 1 episodio (1962)
- Carovane verso il West (Wagon Train) - serie TV, episodi 6x01-6x27 (1962-1963)
- L'ora di Hitchcock (The Alfred Hitchcock Hour) - serie TV, 1 episodio (1963)
- Organizzazione U.N.C.L.E. (The Man from U.N.C.L.E.) - serie TV, 1 episodio (1965)
- Le spie (I Spy) - serie TV, 1 episodio (1966)
- Branded - serie TV, 1 episodio (1966)
- Bonanza - serie TV, 1 episodio (1966)
- Ironside - serie TV, 1 episodio (1967)
- Missione impossibile (Mission: Impossible) - serie TV, 1 episodio (1970)
- Roma rivuole Cesare, regia di Miklós Jancsó - film TV (1974)
- Donne allo specchio (Mirror, Mirror), regia di Joanna Lee - film TV (1979)
- Alla conquista del West (How the West Was Won) - serie TV, 1 episodio (1979)
- Cuore e batticuore (Hart to Hart) - serie TV, 1 episodio (1981)
- I predatori dell'idolo d'oro (Tales of the Gold Monkey) - serie TV, 1 episodio (1983)
- Dynasty - serie TV, 1 episodio (1987)